# Mutant Chronicles
Mutant Chronicles es un juego de rol de ambientación futurista al que sus creadores llamaron «juego de rol tecnofantástico». Bajo el auspicio de Target Games (editorial sueca desaparecida en 1999 y también primera editora en inglés del juego de rol Kult) nació este juego en el que los jugadores viven aventuras en un mundo futurista postapocalíptico que retrocedió a la tecnología de los combustibles fósiles, renegando de la alta tecnología, y una estética mezcla entre futuro y décadas de los años 30-50 del siglo XX. Junto al juego se creó una línea que comprendía el Juego de Cartas Coleccionables Doomtrooper, un juego de miniaturas llamado Warzone, novelas, juegos de mesa, videojuegos para consolas y varios proyectos inacabados, tras el cierre de la empresa, de un juego en línea y una película.
El juego se encuentra actualmente en su tercera edición. Titulada Mutant Chronicles: Dark Symmetry, ha sido publicada por la compañía británica Modiphius en julio de 2014.

## Empresa creadora
Inicialmente toda la línea de rol, cartas y miniaturas, pertenecían a Target Games. Target creció, sacando al mercado el juego Chronopia (de ambientación medieval fantástica) y fundando una división de videojuegos llamada Paradox. Durante esa época se intentó hacer una película en Hollywood basada en Mutant Chronicles, se llegaron a hacer unas pruebas de Necromutantes e incluso pruebas del cartel de la película, el proyecto se canceló a finales de los años 90 para ser retomado unos años más tarde. Finalmente la película fue estrenada en 2009.
Target Games desapareció poco después de la publicación de la segunda edición de Warzone, antes de esto, Paradox se quedó con los derechos sobre Mutant Chronicles y se hicieron varios amagos de sacar un juego de ordenador basado en dicho universo. Primero uno de batallas llamado Warzone, luego se optó por un juego en línea, después decidieron sacar uno basado en Warzone; pero esta vez offline y uno de rol masivo multijugador. Finalmente todo quedó en nada.
Los últimos componentes que quedaban en Target Games, ya dedicados exclusivamente a los juegos de miniaturas, fundaron I-Kore y sacaron el juego VOID y Celtos.
En 2003 Excelsior Entertainment, alquiló los derechos sobre el juego de miniaturas Warzone y Chronopia, vendiendo incluso material del juego de rol que le cedió Paradox. Han sacado nuevas ediciones de ambos juegos de miniaturas, con un sistema de juego muchísimo más fresco y original que a los que nos tiene acostumbrados Games Workshop.

## Ambientación
El universo ficticio de Mutant Chronicles es un sistema solar poblado por los humanos que han huido de un planeta Tierra exhausto y agotado en sus recursos, incapaz de mantener por más tiempo un nivel de población desorbitado.
En aquel momento las grandes corporaciones empresariales tomaron la decisión de abandonar la Tierra llevándose consigo a los más capaces (y a sus familias) de entre sus empleados. Abandonando al resto en una Tierra yerma a la que se conocería desde ese instante como Dark Eden.
- (extracto de las Crónicas Mutantes)

"... Los últimos años de una Tierra moribunda...
Las cosechas se han arruinado y las naciones se mueren de hambre. La población se agrupa temiendo la constante amenaza de guerra total. Millones de desesperados piden a gritos ser liberados de su planeta natal envenenado.
En las salas de juntas de las grandes torres corporativas se hacen planes, que maduran en secreto durante décadas. Se construyen brillantes naves plateadas de costes desorbitados. Se reforman planetas enteros según los dictados de los científicos corporativos.
Se tiende una capa atmosférica alrededor de la luna. Los desiertos rojos de Marte se vuelven fértiles. Florecen las junglas bajo las nubes de Venus. La Tierra se saquea y explota para poder llevar a cabo este impresionante proyecto hasta que llega el día en el que todo está preparado y las corporaciones anuncian su plan.
Ahora hablaré del Éxodo, de los millones de personas que subieron a las grandes Arcas, elegidos de entre los mejores y más brillantes de cada Corporación, y de los llantos y lamentos de los que fueron abandonados para vagar por siempre por las Tierras Malditas y de los tumultos y protestas de todos aquellos que supieron demasiado tarde que no se contaba con ellos.
Ahora las banderas de las Megacorporaciones ondeaban jactanciosamente al viento de los nuevos mundos.
Fue una época de esperanza, terror y promesas rotas, el amanecer de una nueva era. Los hijos de las Megacorporaciones aterrizaron en los lugares preparados para recibirles. Cada corporación tenía un sueño, una visión particular de un mundo perfecto, un ideal al que aspiraban todos sus ciudadanos. Cada corporación luchó por conseguir ese ideal en los nuevos mundos del reformado Sistema Solar.
Los orgullosos Pioneros de la poderosa Capitol pusieron pie en el suelo de Luna y empezaron a construir la ciudad más grande que jamás conocerán los nuevos mundos. Se apropiaron de las fértiles llanuras rojas de Marte y colonizaron sus Tierras de la Libertad.
Los Constructores de Bauhaus trabajaron en las junglas sofocantes y archipiélagos volcánicos de Venus, para levantar ciudades, fábricas y enormes fincas. Lucharon contra los poderosos monstruos y las terribles condiciones del entorno para construir un orden nuevo y perfecto.
Los comprometidos ciudadanos de Mishima excavaron sus ciudades-caverna bajo las arenas ardientes de los desiertos de Mercurio. El gran inframundo se pobló rápidamente. Donde una vez sólo hubo oscuridad, ahora brillaba la luz. Los mineros cavaron profundamente y sus herramientas brillaban al rojo blanco. El Señor Supremo Mishima sonrió cuando vio que su obra era buena.
Imperial luchó para hacerse sitio en el superpoblado Sistema Solar enviando grandes destacamentos de Conquistadores para obtener territorios por todo el Sistema Solar y para explotar los terrenos desconocidos del cinturón de asteroides y los mundos exteriores.
Los trabajos eran incesantes por todas partes. Todos los nuevos mundos del hombre eran un hervidero de actividad. Se fundaron grandes ciudades y se establecieron grandes rutas comerciales. Con toda esta actividad, solo había un lugar que permanecía tranquilo.
La vieja Tierra permanecía ignorada degenerando hasta la barbarie. Era un padre senil abandonado por sus hijos. Sus habitantes no albergaban ninguna esperanza y las arenas engulleron sus ciudades..."

Cada megacorporación reclamó una parte del sistema solar llevando allí su forma de entender la existencia vital de los humanos. Pero como siempre unos codiciaban lo de otros, y la guerra por un pedazo de terreno no tardo en estallar entre las distintas megacorporaciones en los nuevos escenarios alejados de la madre Tierra. Mercurio, Venus y Marte.
Pero no todo el mal está dentro de los humanos. Colonos de Imperial, la entonces corporación más pequeña y que no poseía un planeta donde establecerse, en su afán de expansión llegaron a Nerón...

- (extracto de las Crónicas Mutantes)

"...Todo comenzó cuando los Conquistadores de Imperial llegaron a Nerón, el planeta frío y oscuro situado en la frontera de nuestro Sistema. Allí encontraron una extraña lápida. No tardamos mucho tiempo en comprender qué habían despertado al abrirla, aunque se perdió al instante el contacto con ellos. Poco después la Simetría Oscura atravesó el Sistema y empezó a infectar las poderosas Máquinas Inteligente. Había comenzado la primera y más sutil tentativa del Alma Oscura de doblegar a la humanidad. Empezaron a suceder extraños acontecimientos, Los complejos sistemas tecnológicos fallaron. Las centrales eléctricas explotaron destruyendo ciudades enteras. Las Máquinas Inteligentes enloquecieron, volviendo sus armas automatizadas contra la población civil. Las grandes redes de crédito electrónico se colapsaron, hundiendo el sistema económico. Aparecieron nuevas plagas que sembraron la muerte entre la población. Por todas partes se escuchaban rumores de sabotaje y las corporaciones se culpaban unas a otras. Las influencias malignas saturaron las Máquinas Inteligentes, señalando como culpables de todo a las corporaciones rivales, cuando eran inocentes. En medio de la confusión, nadie podía diferenciar la verdad de la mentira. Los hombres confiaban tanto en las máquinas que seguían creyendo lo que decían aún cuando sus propios ojos veían algo diferente.
A medida que se colapsaban los sistemas, iban desapareciendo los títulos de propiedad y dejaron de existir las facturas y los contratos. Toda la economía, de la que dependía la prosperidad de los mundos, se evaporó de la noche a la mañana. Cuando las fábricas automáticas se detuvieron y todo el Sistema se quedó sin energía, sus habitantes se rebelaron, culpando de la catástrofe a sus líderes. Lo más fácil para los gobernantes era culpar a las corporaciones rivales y la tensión resultante condujo a un conflicto abierto. Llega una era oscura nueva. Comenzó la Primera Guerra Corporativa...."

Por ello y por los conflictos que vinieron después el Cardenal Toth formuló Los Tres Edictos:
• Ningún humano intentará crear una máquina que piense como un hombre.
• Ningún humano viajará más allá de la órbita de Júpiter, para evitar volver a llamar la atención de la Oscuridad.
• Ningún humano intentará estudiar la Oscuridad.
Pasaron los siglos y como no el ser humano olvidó el terrible pasado.

"... Los tres Edictos de Toth fueron incumplidos uno tras otro. En primer lugar surgió una nueva Megacorporación, Cybertronic, una fuerza que ignoró el primer Edicto contra las Máquinas Inteligentes, una fuerza que se mofó de las santas palabras del Cardenal como si fueran meras supersticiones. Nació de una manipulación colosal en la Bolsa de Valores en la que un oscuro holding se convirtió de la noche a la mañana en la Quinta Megacorporación. Sus filiales ofrecían nuevas tecnologías y armas, y tal era la avaricia de las demás corporaciones que comerciaron con ella, en vez de responder a la santa llamada del Cardenal para emprender una justa cruzada contra ella.
Cybertronic supone un regreso a todo lo que detestamos, un retroceso a la era de las Máquinas Inteligentes que eran tan vulnerables a la Oscuridad y que casi nos destruyen. Cybertronic no solo intenta crear máquinas que piensen como un hombre sino que se enorgullece de ello. Usa Máquinas Inteligente como armamento. Guerrea con enormes robots de combate y con sus Cazadores humanoides, que son máquinas que no sólo piensan como un hombre, sino que también imitan su forma. También hay que tener en cuenta a sus Coraceros; humanos que han mezclado su propio cuerpo con los diabólicos sistemas de Cybertronic, de la misma manera que los cuerpos de los Herejes se impregnan de Simetría Oscura.
Era inevitable que la aparición de una nueva corporación rompiera la armonía que nuestra Hermandad había tardado tanto tiempo en conseguir. El equilibrio de poder cambió cuando los componentes y armas de Cybertronic llegaron al mercado..."

No hay paz en ningún planeta, ni se espera que la haya. Ésta es una época de guerra, en la que la humanidad lucha por su supervivencia y sólo los más astutos y poderosos pueden triunfar. Ésta es una época en la que unos reflejos aguzados y un armamento adecuado marcan la diferencia entre la vida y la muerte. Éste es el mundo de Mutant Chronicles...

### Las Megacorporaciones
El mundo de Mutant Chronicles está en su mayor parte controlado por los consejos de administración de las corporaciones, en vez de, como en otros tiempos pasados, por el gobierno de una nación. Políticamente no hay muchas diferencias, si bien ya no hay naciones. Ahora la sociedad es multicultural y en todos los niveles de la sociedad, en cada puesto que desempeña un individuo, lo único que importa es que eres parte de un equipo, la corporación.
Las corporaciones gobiernan los mundos habitados y su único interés es su incesante búsqueda de la supremacía y el beneficio. Las Megacorporaciones son entidades gigantescas, titanes fiscales y financieros que dominan los mundos humanos, ajustando todo a sus propias necesidades. Todos los aspectos de la vida están influidos por las megacorporaciones de una forma u otra. Proporcionan seguridad en las ciudades, suministran comida y otros bienes que la gente necesita para sobrevivir, etc. Para aquellos que trabajan para las corporaciones la vida es generalmente segura y tranquila, pero claro está vista desde el prisma que la corporación quiere. Mientras que para los que se encuentran fuera de este círculo de seguridad que ofrecen los gigantes corporativos, la vida es más arriesgada. Pero al menos pueden albergar la ilusión de ser libres.
- Capitol
- Bauhaus
- Mishima
- Imperial
- Cybertronic

#### Capitol
Capitol es, de todas las corporaciones, la que aún mantiene un sistema parecido a una empresa tradicional. Consta de una junta directiva, donde cada uno de los accionistas posee un lugar y un número de votos en función del número de acciones que tenga. Cualquier miembro de la corporación tiene derecho, si puede permitírselo económicamente, a comprar acciones de la corporación, algo que no ocurre en las demás corporaciones, como Bauhaus, dominada por la nobleza, o Mishima, bajo el gobierno de una dinastía familiar.
Además de la junta directiva, en Capitol está la junta ejecutiva, que se ocupa del día a día del negocio. Por encima de ellos, al director de esta última se le conoce como presidente.
Su principio es considerarse a uno mismo como parte de un todo. La adaptabilidad, flexibilidad, comprensión y tolerancia son las expresiones que se graban en la mente de los empleados desde el primer día de su formación. La filosofía imperante es proporcionar al consumidor el producto ideal, quien quiera que sea y sea lo que sea lo que quiera.
Es la corporación más grande y potente económicamente. Además, tiene el ejército más grande y especializado de todas , las Fuerzas Armadas de Capitol, compuestas por Fuerza Aérea, Ejército de Tierra, Marina y Fuerzas Especiales. A pesar de esto, no puede presumir de haber obtenido más éxitos que el resto en su lucha contra la Legión Oscura
Marte es considerado, al menos desde su punto de vista, como territorio propio. Controlan casi tres cuartas partes de su superficie, estando compuesto el resto por algunas colonias y bases navales de Imperial, una docena de ciudades de Mishima y Bauhaus, y un puñado de ciudadelas de la Legión Oscura. La capital es San Dorado, después de la ciudad de Luna, la más grande del sistema solar, que contiene la mayoría de las posesiones de Capitol.

## Ediciones originales
Las dos primeras ediciones de Mutant Chronicles fueron publicadas por Target Games, la primera en 1993 y la segunda en 1997.
Años más tarde otra editorial sueca, COG Games, fue propietaria de la licencia del juego entre 2006 y 2009. Su intención era la de publicar una tercera edición pero la acumulación de una serie de retrasos y la incapacidad de COG de mostrar el proceso de creación del juego llevaron a que en septiembre de 2009 se le acabara por denegar la renovación de la licencia.
En marzo de 2013, una compañía británica, Modiphius, anunció que publicaría la tercera edición del juego bajo el título Mutant Chronicles: Dark Symmetry y mediante el sistema de prepago del sitio web Kickstarter. El período de prepago se saldó con éxito el 9 de marzo de 2014 (151.072 libras esterlinas de las 11 000 requeridas). En un primer momento, en 2014, estuvo previsto que la publicación del juego y de sus diez suplementos fuera llevada a cabo en tres momentos diferentes del año 2014: en julio los archivos en PDF, en agosto los primeros libros en soporte físico (es decir en soporte de papel: con el manual de reglas en cartoné y los suplementos del juego en rústica) y en diciembre la última tirada de libros en soporte físico. Debido a una serie de retrasos las publicaciones en soporte digital se produjeron en septiembre de 2015 y las publicaciones en soporte físico dos meses después, en diciembre de ese mismo año.

## Ediciones en lengua española
La primera edición original en inglés de Mutant Chronicles (1993) fue por primera vez traducida y publicada en español en 1994 por la hoy en día desaparecida editorial madrileña M+D Editores. En 1997 M+D publicó también la segunda edición, pero al poco tiempo fue absorbida por la empresa que distribuía sus libros y productos, Distrimagen, y los libros de rol de la serie Mutant Chronicles (el libro básico de reglas y todos sus suplementos) pasaron a ser publicados por la editorial titular de Distrimagen: La Factoría de Ideas. En el estado actual de su edición el manual de reglas de la segunda edición ya está agotado pero algunos suplementos siguen estando disponibles en el catálogo oficial de Distrimagen.

### Comunidades y Webs
- Mutant Chronicles en español, Web completamente en español con información sobre todo el universo de Mutant Chronicles, Dark Eden, incluyendo el juego de miniaturas Warzone, el juego Mutant Chronicles Miniatures Game y Doomtrooper juego de Cartas.

- Foro sobre Mutant Chronicles Archivado el 18 de mayo de 2015 en Wayback Machine., Comunidad forera de la página Mutant Chronicles en español, donde se puede encontrar información, traducciones y todo tipo de noticias sobre el universo Mutant Chronicles.

- Blog sobre Mutant Chronicles, blog en español sobre el universo Mutant Chronicles, incluidos los juegos de miniaturas Warzone, y Doomtrooper juego de cartas.

- Crónicas Roleras, Comunidad forera donde podrás encontrar información y partidas de rol ambientadas en el universo de Mutant Chronicles.

- Datos: Q1042331